# Banane
Cet article possède un paronyme, voir Bannan.
Pour les articles homonymes, voir Banane (homonymie).

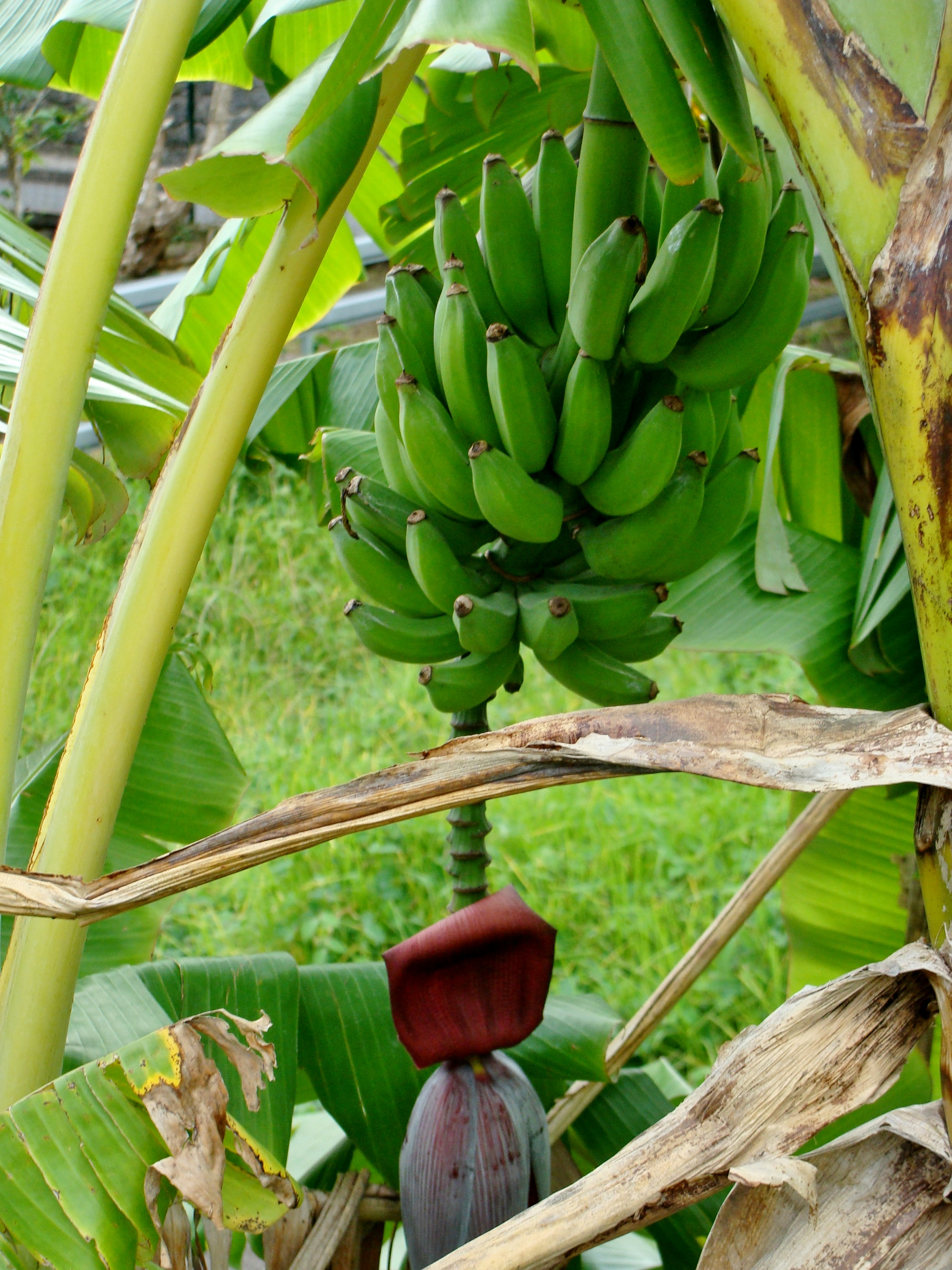
Le régime de bananes est une infrutescence de 60 à 120 baies qui se développe sur le pseudo-tronc d'une plante herbacée (et non un arbre), le bananier. Les fruits sont issus d'une inflorescence complexe qui se recourbe vers le sol, entraînée par son poids et par un géotropisme positif. La forme recourbée vers le ciel des bananes n'est pas due à une courbure phototropique mais au processus de géotropisme négatif, évitant à chaque fruit d'écraser son voisin.

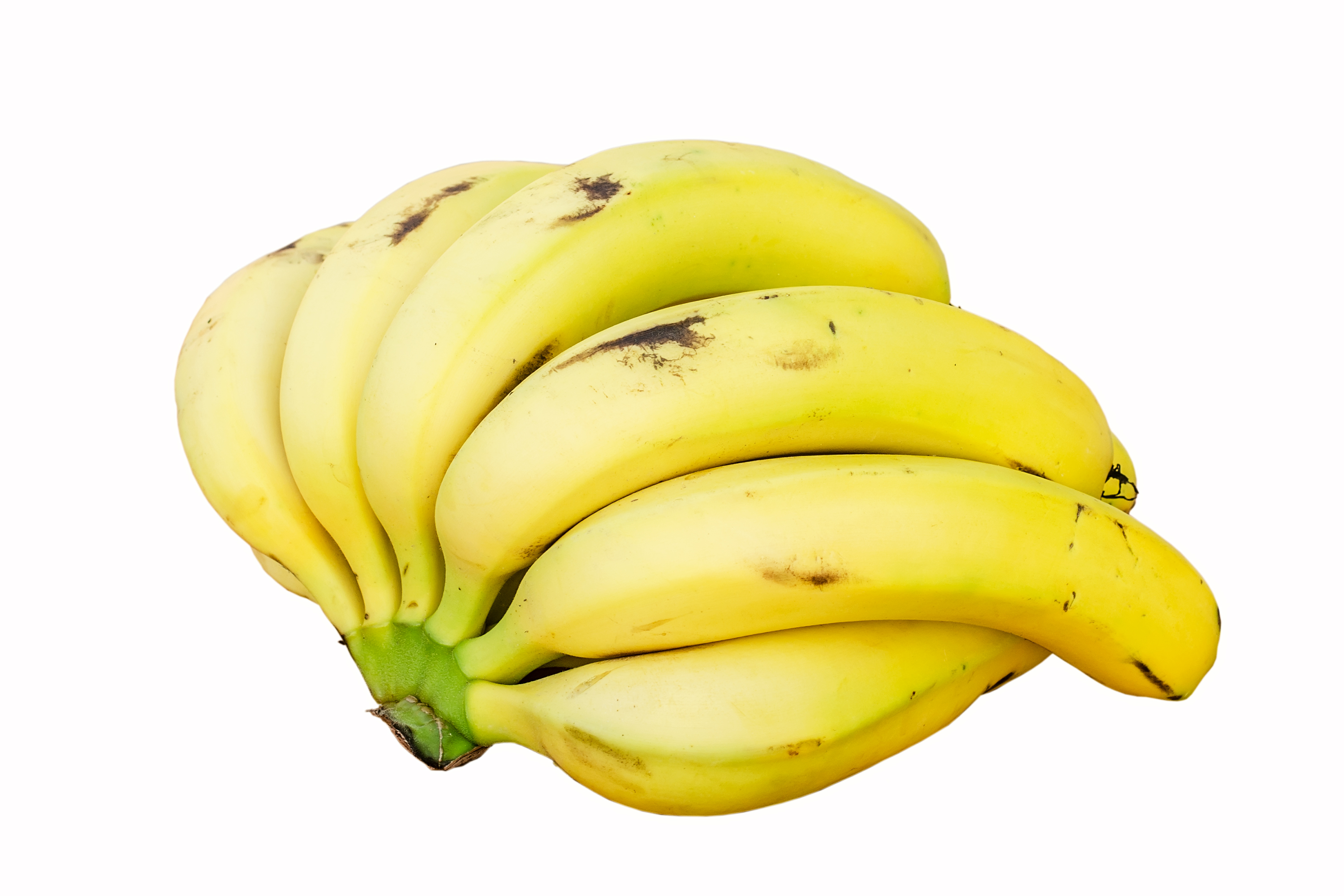
Une main de bananes mûres (chaque fruit étant appelé un doigt, relié au coussinet du pseudo-tronc par un pédicelle).

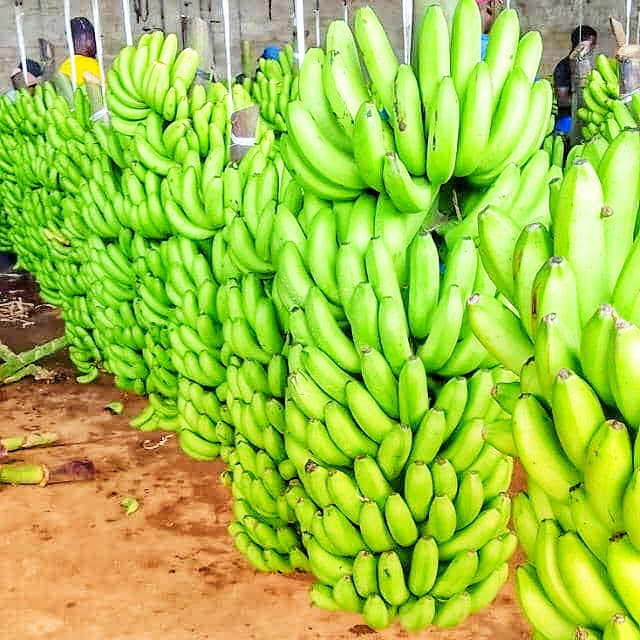
Quelques régimes de bananes dans une salle de maturation par l'éthylène.

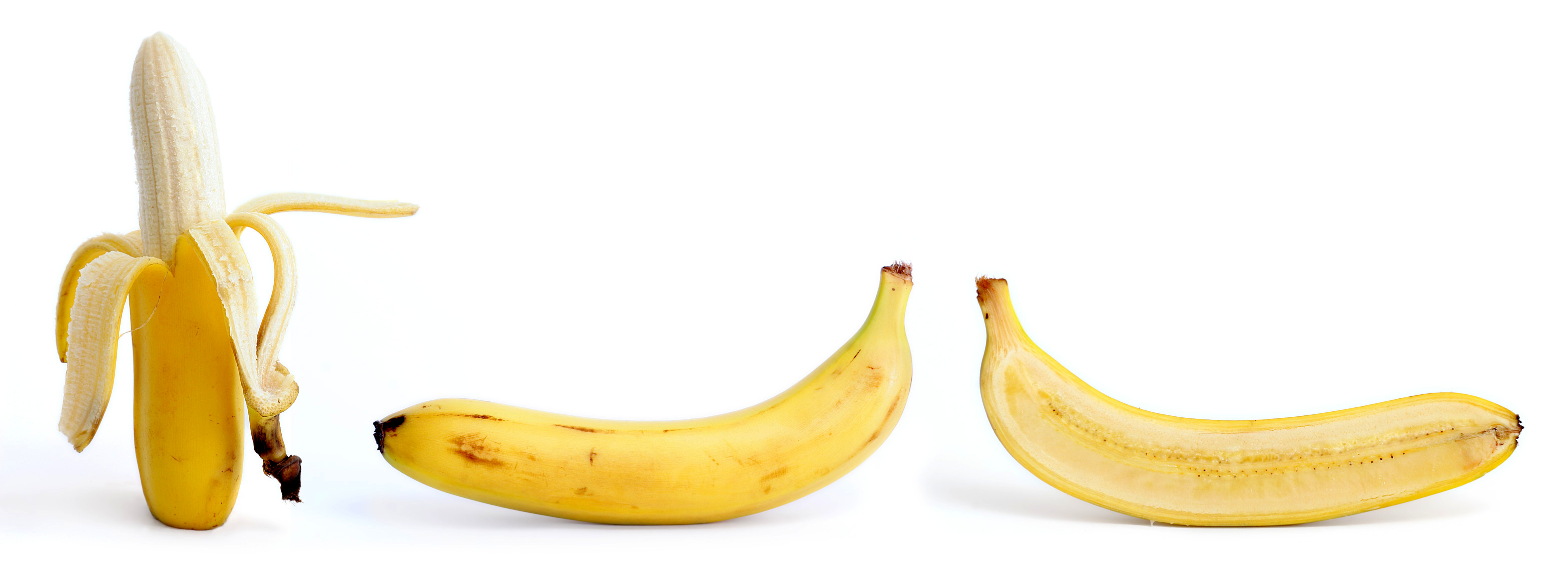
Banane pelée (les fibres en longueur indiquant la présence de faisceaux de phloème, les nervures médianes des carpelles alternent régulièrement avec les sutures carpellaires qui opposent une moindre résistance lorsque l'on la « pèle »), banane entière et en coupe longitudinale (avec les ovules avortés brunâtres bien visibles).

La banane est le fruit ou la baie dérivant de l’inflorescence du bananier. Les bananes sont des fruits très généralement stériles issus de variétés domestiquées. Seuls les fruits des bananiers sauvages et de quelques cultivars domestiques contiennent des graines. Les bananes sont vertes avant d'être mûres et deviennent généralement jaunes avec des taches brunâtres à maturité.
Les bananes constituent un élément essentiel du régime alimentaire dans certaines régions, comme en Ouganda, qui offrirait une cinquantaine de variétés de ce fruit.

## Étymologie
Le mot « banane » est dérivé du portugais, lui-même emprunté au bantou de Guinée, dans l’expression en portugais rapportée en 1602 « Figueira Banana » (« figuier portant bananes »). Elle est appelée « figue », en créole, et aux Antilles.

## Histoire

### Origine

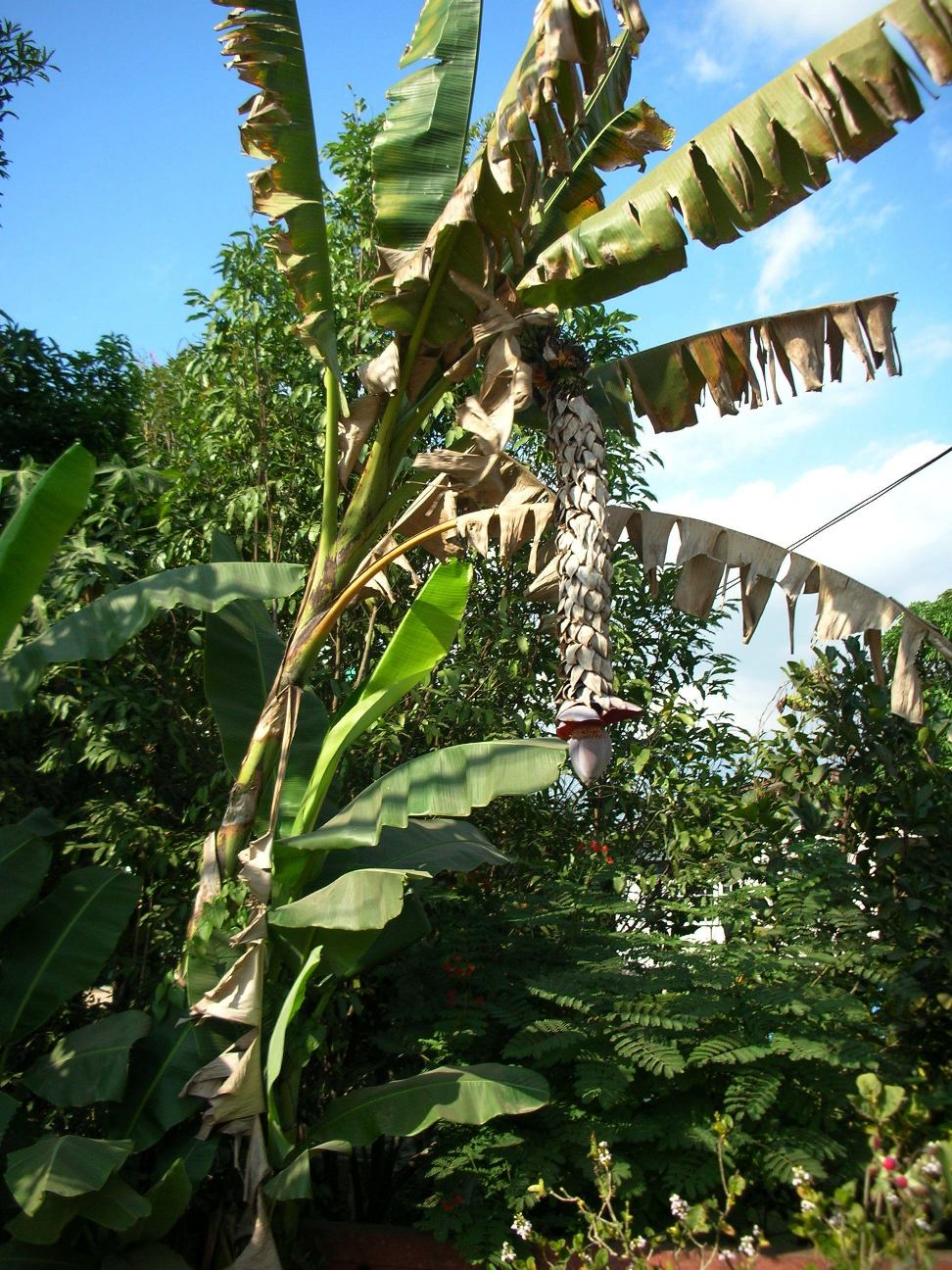
La forme sauvage Musa balbisiana.

Les formes sauvages Musa acuminata et Musa balbisiana qui donnent les bananes actuelles se rencontrent encore aujourd’hui dans une grande partie du Sud-Est asiatique, de l’Inde à la Papouasie-Nouvelle-Guinée. On retrouve dans ces régions des bananiers sauvages riches en graines et pauvres en pulpe dans les milieux ouverts (clairières, lisières des forêts).
Le centre de domestication primaire semble être les hautes terres de Papouasie-Nouvelle-Guinée, il y a 6 950 à 6 440 ans avec Musa acuminata. Des traces de production bananière pour une consommation humaine datent environ de cette époque en Nouvelle-Guinée. Leur diffusion s'est rapidement étendue dans une zone qui va de l'Inde au sud de la Chine via la Birmanie, de Taïwan jusqu'au nord de l'Australie et la Polynésie via les Philippines, l'Indonésie et la Nouvelle-Guinée. Des preuves archéologiques de la culture du bananier se trouvent en Malaisie en 3 000 avant notre ère, au Pakistan en 2 500 avant notre ère, dans le centre de l’Inde 600 ans avant notre ère et au Laos 500 ans avant notre ère. 
La diffusion en Afrique des plantains appartenant au sous-groupe AAB daterait de 4 500 ans avant notre ère en Ouganda et de 2 750 à 2 300 au Cameroun. À l'Île de Pâques son introduction daterait de 1 200 de notre ère. La première apparition au Moyen-Orient date de 300 de notre ère.
Une hypothèse récente est que la domestication des bananiers Eumusa s'est produite, il y a environ 10 000 ans, dans les hautes terres de Nouvelle-Guinée. La variété Musa acuminata banksii, à l’origine de la plupart de celles qui sont cultivées aujourd’hui, y serait née et se serait ensuite répandue en Asie du Sud-Est où elle se serait hybridée avec les variétés locales. Les phytolithes de bananiers datés de 6 800 ans avant notre ère ont été découverts dans le site de Kuk Swamp, en Papouasie-Nouvelle-Guinée, soutenant l’idée d’une domestication ancienne en Asie du Sud-Est.
Un centre secondaire de biodiversité se trouve en Afrique de l'est avec le groupe des bananiers triploïdes des hautes-terres de l'est africain dit Groupe Mutika/Lujugira (AAA-EA). En Afrique de l’Ouest et du Centre, notamment dans les zones forestières de la République Démocratique du Congo, le plantain a développé une grande diversité génétique, avec de nombreuses variétés locales adaptées aux usages culinaires et culturels spécifiques. Par exemple, à Yangambi, dans le nord-est de la République Démocratique du Congo, les communautés locales reconnaissent plus de cinquante variétés distinctes de plantains. La diversité de ces cultivars est le signe de l’ancienneté de leur intégration dans les pratiques agricoles locales.
Une légende indienne rapporte que la banane Musa ×paradisiaca était originaire de l'île de Ceylan, paradis terrestre duquel furent chassés Adam et Ève, leurs corps couverts de feuilles de bananier. Linné a d'ailleurs donné le nom de Musa paradisiaca au « Bananier du Paradis » (banane plantain) et celui de Musa sapientum au « Bananier des sages » (banane dessert), nommé aussi « figuier du Paradis » ou « figuier d'Adam ». Cette légende est en fait issue d'une tradition syrienne qui fait de la banane un fruit du paradis d'autant plus symbolique que lorsqu'elle est coupée, les fibres de sa tranche semblent dessiner une croix. Marco Polo aurait nommé ce fruit « pomme du Paradis ».
« On retrouve la trace de la banane pour la première fois dans un texte bouddhiste datant de 600 ans avant Jésus-Christ. Selon certains auteurs, Alexandre le Grand l'aurait découverte lors d'une expédition dans la vallée de l'Indus, en 327 avant Jésus-Christ. Pour d'autres, le bénéfice revient à Marco Polo, lors de son voyage en Chine. »

### Diffusion mondiale
Le bananier a été introduit en Afrique de l’Est, en Chine, en Mélanésie, dans le Pacifique Sud à partir du commencement de l’ère chrétienne. Sa culture commence à Madagascar vers 500 de notre ère. Il fut importé en Méditerranée (Afrique du nord et Espagne) par les Arabes à partir de 650. Début XVIe siècle les Portugais l’implantent dans les Canaries et de là en 1516 le frère Tomas de Berlanga prélève des rejets dans le cloître des franciscains près de Las Palmas et les transporte à Hispaniola.

### Période moderne
À la fin du XIXe siècle la culture du bananier devint un enjeu économique important influant même des choix politiques internationaux.
Dès 1870 arrivent les premières importations de bananes (variété Gros Michel) aux États-Unis depuis l’Amérique centrale, notamment la Jamaïque. La rentabilité du marché amène des entrepreneurs américains à investir dans le marché et à ouvrir des plantations industrielles de bananiers. Dès 1871, Minor Cooper Keith fait établir une liaison par chemin de fer avec le Costa Rica et y implante les premières plantations à grande échelle. En 1899, il créa la United Fruit Company qui devint une puissance néocoloniale au pouvoir politique énorme pendant 70 ans. En 1911, un soulèvement populaire contre le gouvernement du Honduras voit l'intervention de l'armée des États-Unis. La raison officielle invoquée pour cette intervention est la protection des « travailleurs américains » de la United Fruit Company, qui a fait de ce pays son principal fournisseur de bananes. Entre 1930 et 1940, la United Fruit Company inclut la Colombie et l’Équateur dans ses exportateurs. Des coups d’État, dont celui au Guatemala en 1954, sont télécommandés par les États-Unis pour défendre les intérêts de la compagnie.
Cette puissance économique combinée à la menace militaire américaine transforme les fragiles États d'Amérique centrale en « républiques bananières » (l'expression vient de là), dont l'indépendance n'est plus qu'un simulacre. Cette hégémonie américaine a par ailleurs suscité la naissance du syndicalisme d'Amérique du Sud et l'engagement des premiers groupes tiers-mondistes.
Les exportations (essentiellement la variété « Gros Michel ») au début du XXe siècle sont assurées par les navires à vapeur produisant du froid dans les cales. Le mode de transport par navire reefer s'impose dans les années 1950 alors que la demande des marchés développés s'accroît au nord.
L'année 1974 est marquée par les « guerres de la banane ». L'Union des pays exportateurs de bananes veut prendre le contrôle du commerce bananier mais doit céder face aux grandes compagnies qui conservent leur position oligopolistique.
Les années 1970 à 1990 voient les armateurs accumuler d'importantes capacités de transport en ligne pour s'adapter au mieux à la massification et à la conteneurisation des exportations bananières en défiant la concurrence. Le mode de transport bascule dans les années 1990 du navire reefer vers le conteneur à 55 %.
Le commerce international de la banane a triplé entre les années 1970 et 2010 et est caractérisé par une forte concentration de ses acteurs : en 2010, cinq pays (l'Équateur, la Colombie, le Costa Rica, le Guatemala et les Philippines) représentent 83 % des exportations alors que le commerce mondial est dominé par cinq grands groupes (Chiquita Brands International, Dole Fruit Company, Del Monte Foods, Fyffes et Grupo Noboa [Bonita]).

## Botanique

### Description

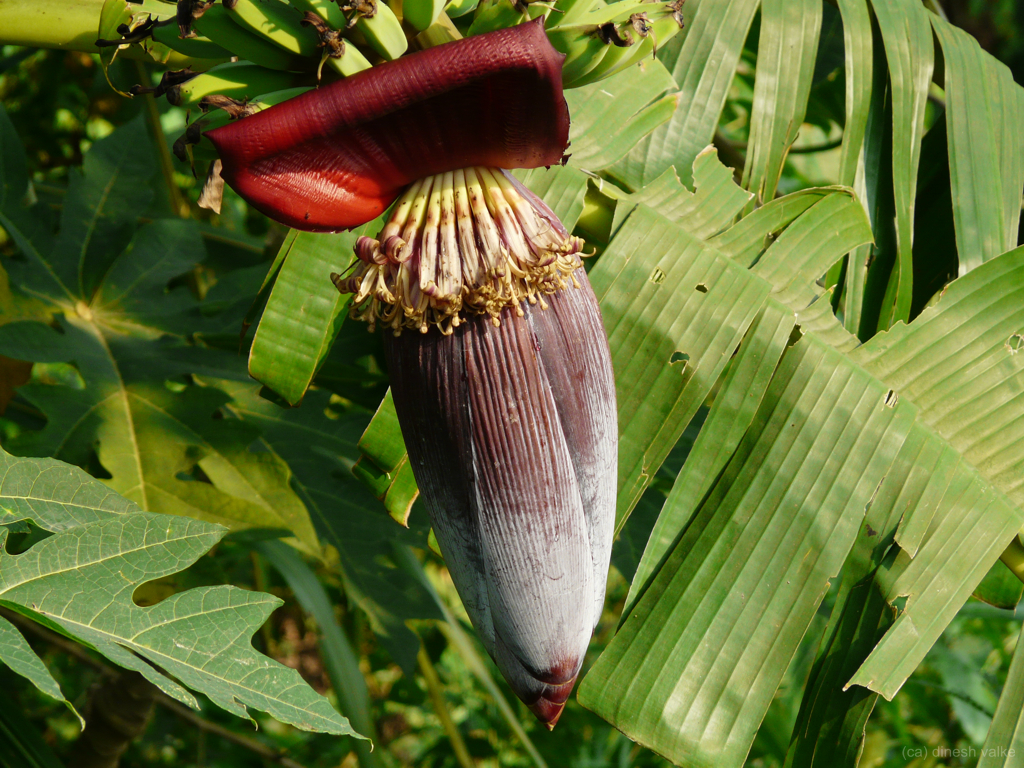
Bractée florale ouverte dévoilant l'inflorescence constituée de deux rangs de fleurs par spathe.

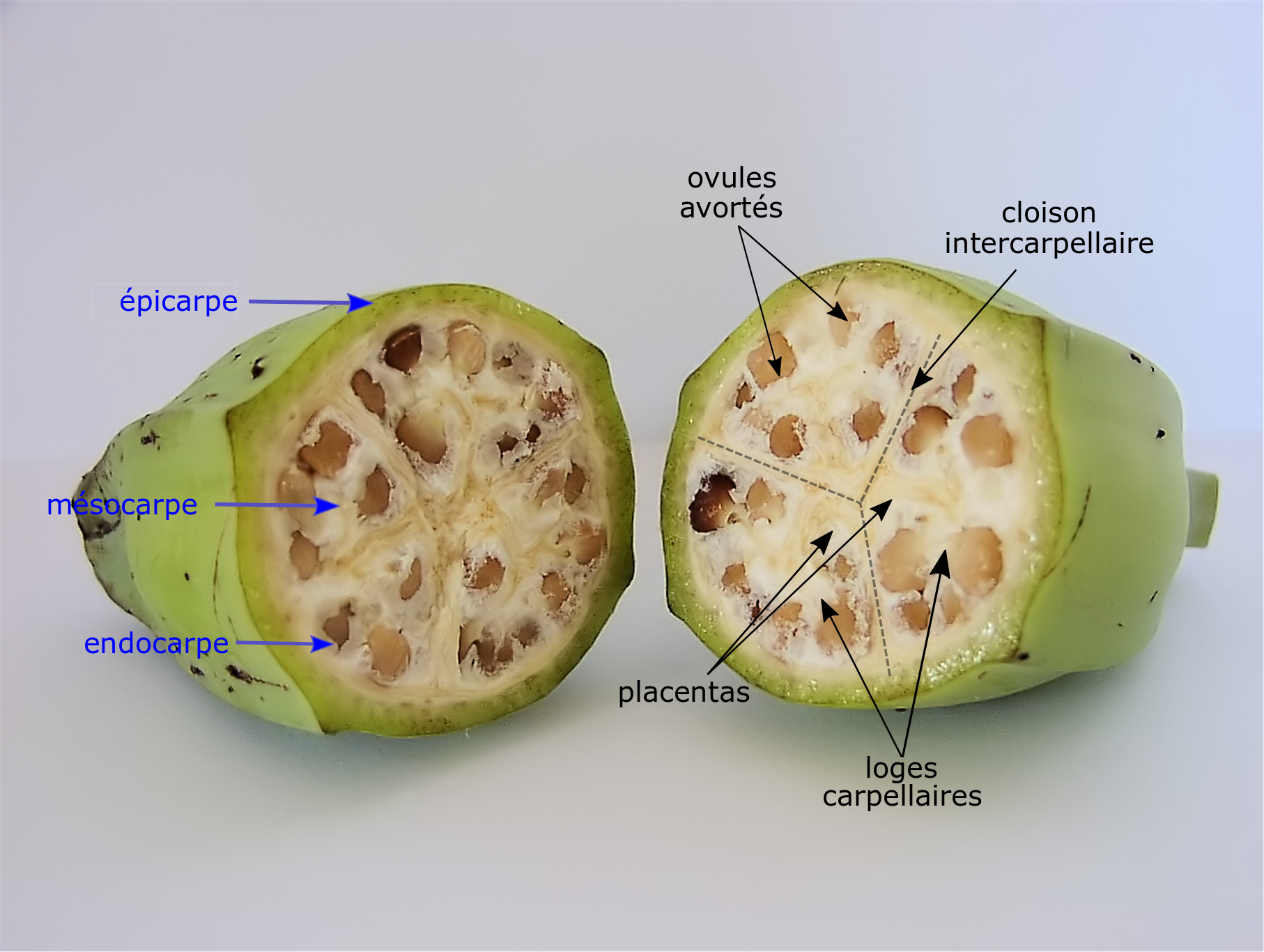
Coupe transversale d'une banane de type sauvage : chaque loge carpellaire de l'ovaire comporte trois rangées d'ovules avortés et est délimitée par des zones de suture (cloisons intercapellaires) qui opposent une moindre résistance lorsque l'on « pèle » la banane.

Les gaines foliaires forment un pseudo-tronc, au centre duquel émerge l'inflorescence qui est un épi complexe constitué d'un pédoncule sur lequel les fleurs sont arrangées en grappes nodales, chaque grappe étant protégée par une feuille modifiée (large bractée florale généralement richement colorée, appelée spathe) qui se détache éventuellement, le tout formant une « main » (ou « patte ») de bananes. Le nombre de fleurs par nœud varie de 5 à 15 et le nombre de nœuds par inflorescence peut varier entre 5 et 20. Chaque fleur, trimère et zygomorphe, est composée d'un périanthe de 5 tépales jaunâtres dont 5 sons soudés et 1 libre ; de l'androcée constitué de 5 ou 6 étamines (chez les fleurs femelles, ces étamines sont réduites à des staminodes) ; du pistil formé de 3 carpelles et d'un ovaire infère (chez les fleurs mâles, ce pistil est petit et parfois transformé en nectaires).
La banane est une baie allongée légèrement incurvée, souvent regroupée sur le bananier en grappes nommées « régimes » dont il est facile de la détacher. Le fruit est constitué d'une « peau » (épicarpe jaune, vert ou rouge, selon les espèces et le niveau de maturité, recouvrant une zone sous-épidermique chlorophyllienne) et d'une pulpe (mésocarpe à grosses cellules ovoïdes amylifères, donnant à la chair un goût sucré et une consistance généralement fondante, et endocarpe entourant les ovules avortés). Les cavités carpellaires médianes comportent les ovules et leurs placentas, ainsi que des poils microscopiques mous amylacés.
La cueillette de banane est faite 6 à 7 mois après la plantation.
La banane sauvage est une baie polycarpique, c'est-à-dire contenant de nombreux pépins anguleux durs. Les variétés commerciales sont souvent triploïdes stériles produisant ainsi des baies parthénocarpiques formées sans fécondation ne contenant donc pas de graines (si on fend cette « banane domestique » dans le sens de la longueur, on observe une série longitudinale de petits points noirs qui sont des ovules non fécondés). L’arôme principal de banane est l’acétate d’isoamyle.
La chair du fruit est généralement blanc crème. Les bananes mûres sont riches en sucres. Elles sont très nourrissantes (90 kcal/100 g) et très digestes en raison de leur faible teneur en graisses.
Fruit climactérique, les bananes sont cueillies vertes dans les plantations, aussi appelées bananeraies. Moins fragiles que les bananes mûres, elles supportent mieux le transport. Elles sont immédiatement acheminées vers les centres de distribution (marchés d’exportation), où le processus de maturation est parfois activé en ajoutant aux fruits de l’éthylène qui est fabriqué par la plante elle-même en conditions naturelles.
Le mot « banane » ou « fausse banane » désigne également les fruits des plantes du genre Ensete.
L'ouverture de la banane est beaucoup plus facile si on la pince par le bas. En effet près de la tige elle est beaucoup plus solidement attachée. Ainsi la banane ne tombe pas au moindre coup de vent.[réf. nécessaire]
La banane est une bonne source de potassium, bien que moins riche que ce qui est habituellement cru (86e meilleure source).
En mûrissant la banane devient fluorescente et émet une lumière bleue que certains animaux peuvent observer.

### La plante

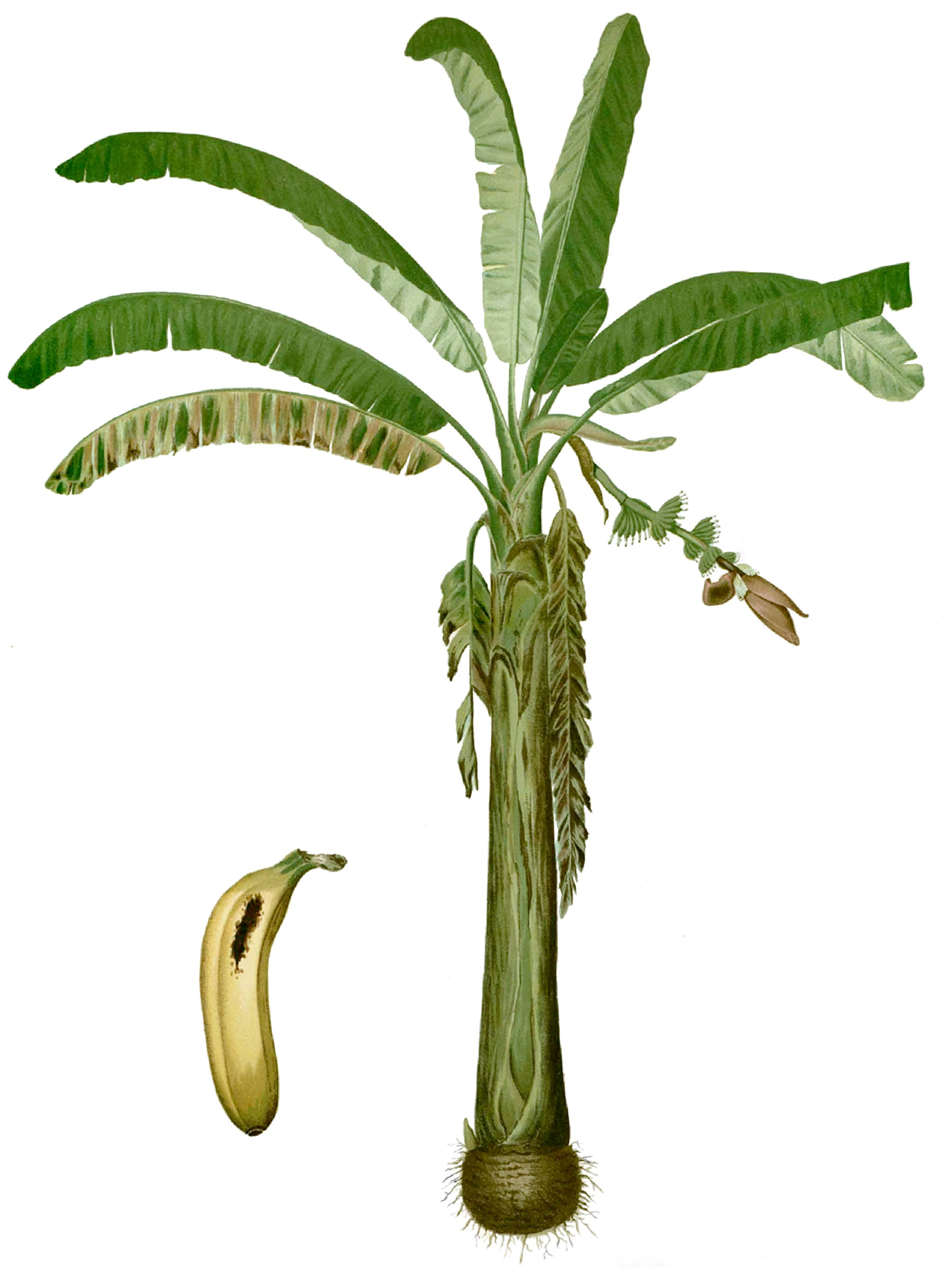
Musa paradisiaca.

Bien que le bananier puisse atteindre une taille relativement grande (9 mètres), ce n’est pas un arbre. En effet, il ne forme pas un tronc ligneux. Le pseudo-tronc est en réalité formé par les pétioles des feuilles. Ceux-ci se recouvrent partiellement et constituent une structure portante, un « faux tronc ». Les pétioles portent à leur extrémité un grand limbe allongé avec au centre une nervure médiane. Les feuilles peuvent atteindre 4 m de long et 1 m de large. La tige du bananier est très courte et entièrement souterraine. Elle apparaît sur un rhizome, qui produit régulièrement de nouvelles tiges. Le rhizome porte une masse importante de racines longues et fines, situées juste sous la surface du sol.

### La floraison

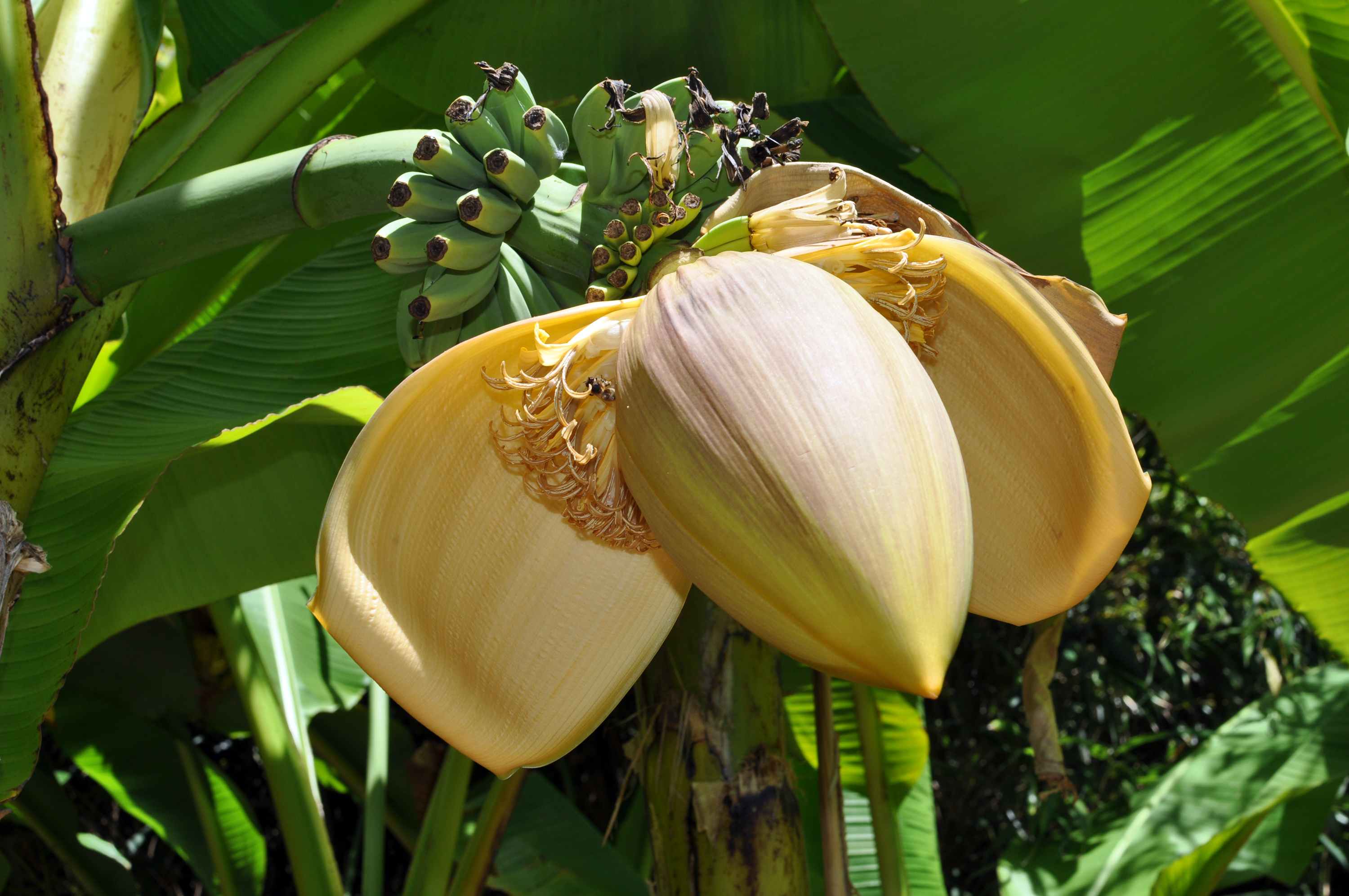
Fleur de banane plantain.

La floraison se produit au bout de sept mois et les fruits sont mûrs quatre mois plus tard. Après la floraison, la tige ayant porté l'inflorescence se dessèche mais en même temps, la tige souterraine forme des rejets latéraux. Ce sont ceux-ci qui donneront de nouvelles tiges capables de fleurir.
Après environ un an et demi, le bananier est capable de fleurir. La tige souterraine forme alors une inflorescence qui se développe au travers du « faux-tronc » creux pour apparaître au centre des feuilles. Au début, l’inflorescence est dressée mais, sous l’effet du poids, elle va rapidement devenir pendante. Les fleurs qui apparaissent à l’extrémité de l’inflorescence (donc en dessous) sont mâles, celles situées plus vers le début de l’axe (donc au-dessus) sont femelles. Ces dernières vont donner naissance aux bananes. Entre les fleurs mâles et les femelles, il peut encore y avoir des fleurs stériles. Sur l’axe de l’inflorescence, les fleurs sont implantées en plusieurs rangées doubles transversales. Chaque rangée double est protégée par une bractée pourpre. Chaque jour, une bractée va s’enrouler et tomber, libérant ainsi les fleurs qui pourront être pollinisées. Les fleurs fécondées donneront naissance aux fruits. Dans la nature, ce sont les chauves-souris qui assurent la pollinisation. Chaque régime peut comporter jusqu’à 200 fruits. Les bananes sont généralement vendues sous forme de « mains », correspondant chacune à une double rangée de fleurs femelles.
Dans les variétés cultivées, la fructification est très généralement parthénocarpique, il n'y a donc pas de pollinisation et les ovaires se transforment en fruits ne contenant pas de pépins.

### Typologie
- Banane dessert : Ce sont les plus cultivées et qui font l'objet de courants commerciaux importants entre les zones de productions et les zones d'importation (Europe et Amérique du Nord). Alors qu'il existe de nombreuses variétés, la majorité des bananes commercialisées aujourd’hui est de type Cavendish (du nom du 6e duc de Devonshire) après avoir été la variété Gros Michel, décimée par la maladie de Panama (appelée aussi « jaunisse fusarienne » causée par le champignon Fusarium oxysporum) dans les années 1940. La peau des fruits est généralement jaune ou rose et la chair est composée d'amidon hydrolysé et de sucres non cristallisables. Plusieurs centaines de variétés existent mais moins de dix sont utilisées en culture industrielle[22]. Le génome donnant le caractère sucré des fruits est issu de M. acuminata ssp malaccensis ou zebrina.
- Banane à cuire : dans ce groupe, les principales sont les bananes plantains. Ce sont des bananes plus grosses que les bananes desserts. Bien que tout aussi savoureuses crues que les premières, leur chair est plus ferme (pulpe constituée d'amidon moins hydrolysé en sucres solubles que celle des bananes dessert) et il est plutôt d'usage de les consommer après cuisson car elles restent entières[23]. Elles sont préférées un peu vertes pour cet usage et leur texture est alors assez proche des tubercules farineux. Leur commerce international est peu important. La peau des fruits est généralement vert-jaune ou mauve et la chair est composée d'une forte proportion d'amidon non hydrolysé et contient moins de sucre que les bananes dessert. Plusieurs centaines de variétés existent toutes cultivée localement[24]. Le génome donnant le caractère farineux des fruits est issu de M. a. banskii, errans ou microcarpa.
- Banane à bière : Elles se caractérisent par une pulpe amère. Elles ne sont que rarement consommées directement. Le critère déterminant ce type sont les nombreuses gouttelettes brunes émises par la pulpe coupée fraîche alors que les plantains ont des gouttes beaucoup moins nombreuses ou absentes et que les bananes desserts ont des gouttelettes toutes petites. Elles sont fermentées, produisant ainsi un « vin de banane », particulièrement apprécié dans la région des Grands Lacs en Afrique. La frontière entre banane à bière et banane à cuire est assez flexible, et des bananes à cuire ou même des bananes dessert peuvent entrer dans la fabrication du vin, tout comme des bananes à bière seront consommées cuites en cas de disette. Elles ne sont produites que dans l'est de l'Afrique et ne font l'objet d'aucun commerce international. Ce sont des hybrides triploïdes AAA M. a. banksii ou zebrina.

### Sélection
La sélection par l’homme a permis au fil des siècles de créer les variétés consommées de nos jours. Plusieurs équipes de recherche développent actuellement des programmes d’amélioration variétale du bananier à travers le monde, comme l'Université catholique de Louvain (Belgique), le Cirad aux Antilles françaises, l’Embrapa au Brésil, la FHIA au Honduras, le CARBAP au Cameroun et de nombreux autres organismes en Inde, au Vietnam, en Afrique… Selon les écoles, les stratégies d’amélioration sont variées, mais reposent toutes plus ou moins sur des biotechnologies modernes. Elles permettent de créer de nouvelles variétés plus résistantes aux parasites et ravageurs de cette culture. La recherche internationale sur le bananier est fédérée par l’INIBAP, une organisation internationale membre du CGIAR. L’INIBAP gère entre autres une banque de gènes du bananier, stockée in vitro à Louvain (Belgique) ainsi qu’une base de données sur les ressources génétiques du bananier appelée Musa Germplasm Information System (MGIS). Le système d’information sur les ressources génétiques de Musa contient une information détaillée et standardisée sur les accessions détenues par de nombreuses banques de gènes autour du monde.

## Génétique

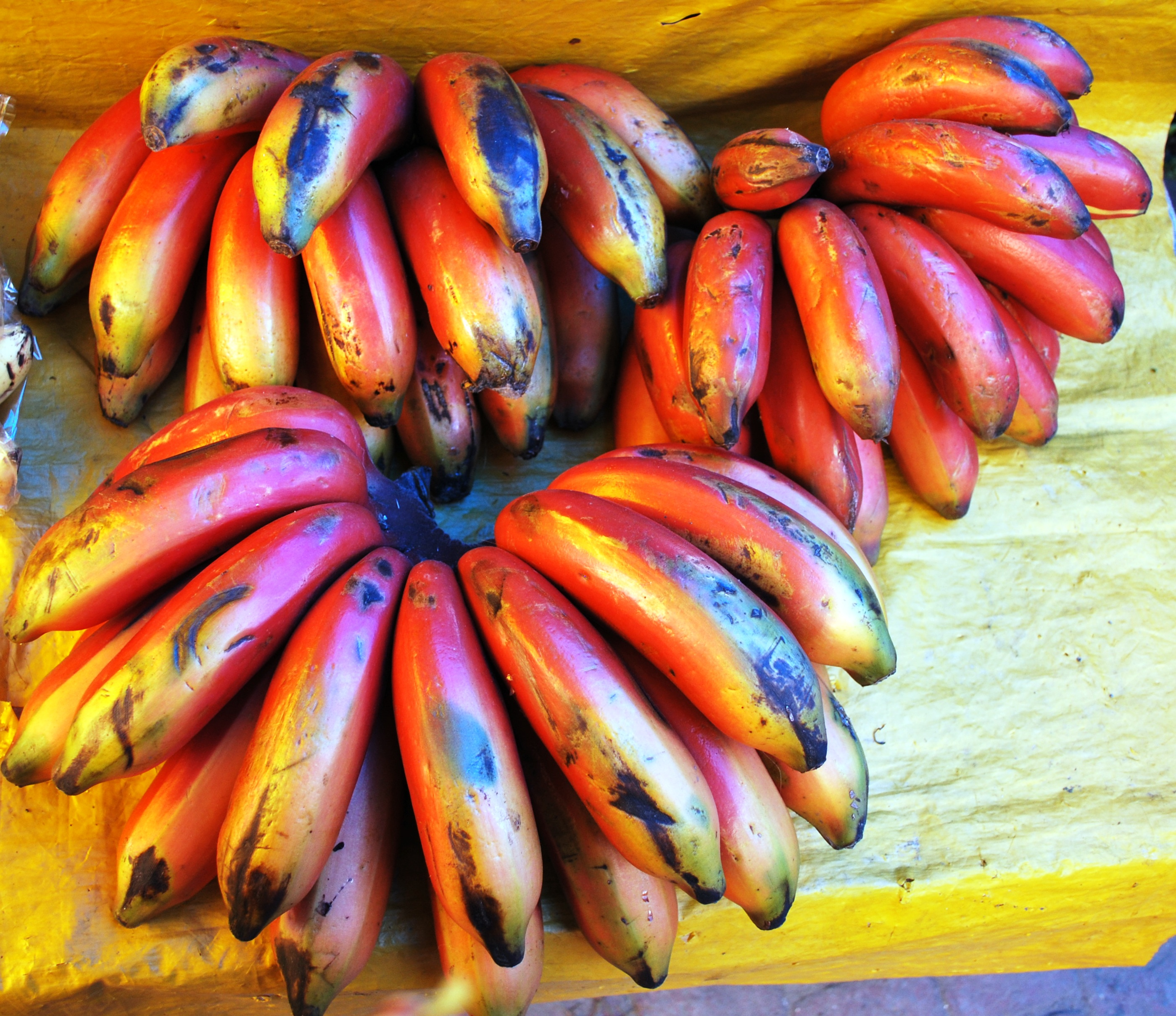
Des bananes rouges.

Avant 2002, le genre Musa était divisé en cinq sections : Eumusa, Rhodochlamys, Callimusa, Australimusa, Ingentimusa. En 2002 des études génétiques ont ramené à seulement trois sections selon la numération chromosomique : section Eumusa regroupant Rhodochlamys x = 11, section Callimusa regroupant Australimusa x = 10, section Ingentimusa x = 7 pour la seule espèce M. ingens.
La section Eumusa principalement avec M. acuminata et M. balbisiana est à l’origine de la majorité des bananiers cultivés pour leurs fruits dans le monde. On y retrouve des variétés sauvages, diploïdes et fertiles, des variétés ancestrales, également diploïdes mais assez fortement stériles pour que leurs fruits soient consommables (très peu de graines dans les fruits), et de nombreuses variétés cultivées, triploïdes et stériles.
Dans la même section Eumusa, il existe aussi quelques hybrides de distribution restreinte issus de M. schizocarpa participant à quelques cultivars alimentaires parthénocarpiques en Papouasie-Nouvelle-Guinée.
La section Callimusa a donné des variétés cultivées localement comme le « Groupe Fe'i » peut-être issu de M. maclayi, lolodensis, peekelii ou troglodytarum connu seulement en Polynésie aux fruits à chair orange avec un taux élevé de bêta-carotène ou comme quelques hybrides d'autres espèces (par exemple M. jackeyi) de la même section ainsi que M. textilis, cultivée aux Philippines pour la production de fibres.
Le type sauvage diploïde de M. acuminata (AAs) pousse dans les régions tropicales humides de Nouvelle-Guinée, Bornéo, Indonésie, Indochine, Golfe du Bengale. Ses fruits sont comestibles quoique peu charnus et contenant beaucoup de graines. Il était probablement plus recherché comme aliment pour ses cormes, fleurs et jeunes pousses que pour ses fruits par les habitants des régions côtières de Malaisie. C'est probablement les sous-espèces banksii ou errans qui furent d'abord domestiquées pour leurs fruits d'une part parce que ce sont les seules présentant une parthénocarpie naturelle motivant leur multiplication en culture d'autre part parce que leurs génomes ont été identifiés chez pratiquement tous les bananiers di- et triploïdes. Leurs diffusions entraînèrent une hybridation avec d'autres sous-espèces particulièrement malaccensis et zebrina ce qui produisit des plants dioïques à stérilité femelle plus ou moins prononcée dû aux anomalies d'appariements des différentes formules chromosomiques ou des plants triploïdes AAA (3n = 33), dont les fruits étaient encore plus développés, plus charnus et plus sucrés. Ces formes triploïdes ont été cultivées préférentiellement et ont donné les variétés modernes de bananes dessert. Vers 1920, des programmes d'amélioration ont abouti à la création de tétraploïdes AAAA (4n = 44).

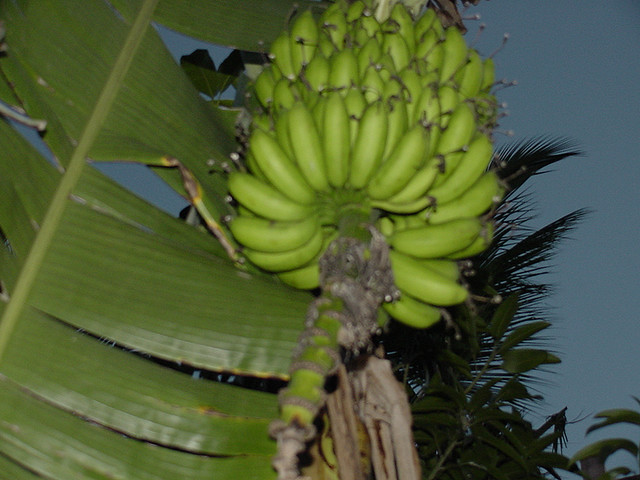
Bananes latundan, cultivar triploïde hybride.

M. balbisiana type sauvage diploïde (BBs) est originaire de régions subtropicales à période sèche marquée de Nouvelle-Guinée, Philippines, sud de la Chine, Golfe du Bengale. Ce type sauvage donne des fruits non comestibles à nombreuses graines et n'est jamais parthénocarpique. Des formes cultivées de M. acuminata diploïdes et parthénocarpiques furent accidentellement pollinisées par M. balbisiana donnant des hybrides naturelles diploïdes AB (2n = 22) à stérilité femelle encore plus marquée et donc plus de fruits apyrènes. Un processus de polyploïdisation donna des formes triploïdes AAB (3n = 33). Depuis le début du XXe siècle, l'hybridation contrôlée permit l'obtention de triploïdes ABB et de tétraploïdes AABB (4n = 44).
La très grande majorité des bananes consommées de nos jours sont issues de ces deux espèces sauvages M. acuminata et M. balbisiana seuls ou hybridées. D'une façon générale le génome chloroplastique est d'hérédité maternelle et le génome mitochondrial d'hérédité paternelle. Plusieurs systèmes sont proposés pour la dénomination correcte des espèces cultivées :
- Musa paradisiaca pour toutes les variétés.
- Musa paradisiaca pour les hybrides et M. acuminata ou M. balbisiana pour les variétés non hybridées.
- Musa acuminata balbisiana pour les hybrides et M. acuminata ou M. balbisiana pour les variétés non hybridées.
- Musa (Groupe de Ploïdie-Sous-groupe Éventuel) 'Nom de variétés' pour toutes les espèces cultivées quelle que soit leurs degrés de ploïdie. Exemple Musa (Groupe AAA-Cavendish) 'Grande Naine'.

La phylogénie des bananiers cultivés est complexe, les clones d'un même sous-groupe descendant les uns des autres par dérives génétiques progressives car ils sont sujets à des mutations somatiques relativement fréquentes, ce qui rend d'ailleurs aussi sa multiplication in vitro assez délicate. Sur le terrain, l'observation de 15 descripteurs morphologiques en rapport avec les 2 espèces M. acuminata et M. balbisiana permet de préjuger la structuration génomique des variétés, mais cette identification reste partielle car l'analyse génétique est parfois en contradiction avec l'observation in vivo. Elles sont ainsi classées en groupes selon leur constitution génétique et leur niveau de ploïdie, parfois en divisions ou sous-divisions, puis en sous-groupes rassemblant les variétés dérivant les unes des autres et enfin en types. Par exemple, dans le groupe AABB on trouve le sous-groupe Pisang awak, dans lequel se trouve le type Isla comprenant les variétés 'Isla Del Alto Huallaga', 'Isla Guayaquil', 'Isla Maleño', 'Isla Nacional', 'Isla De Tingo María', 'Isla Vaporino', 'Isleño'
Les plantes issues de M. acuminata et M. balbisiana et leurs hybrides sont désignés par deux à quatre lettres permettant de connaître leur ascendance et leur degré de ploïdies :

## Culture

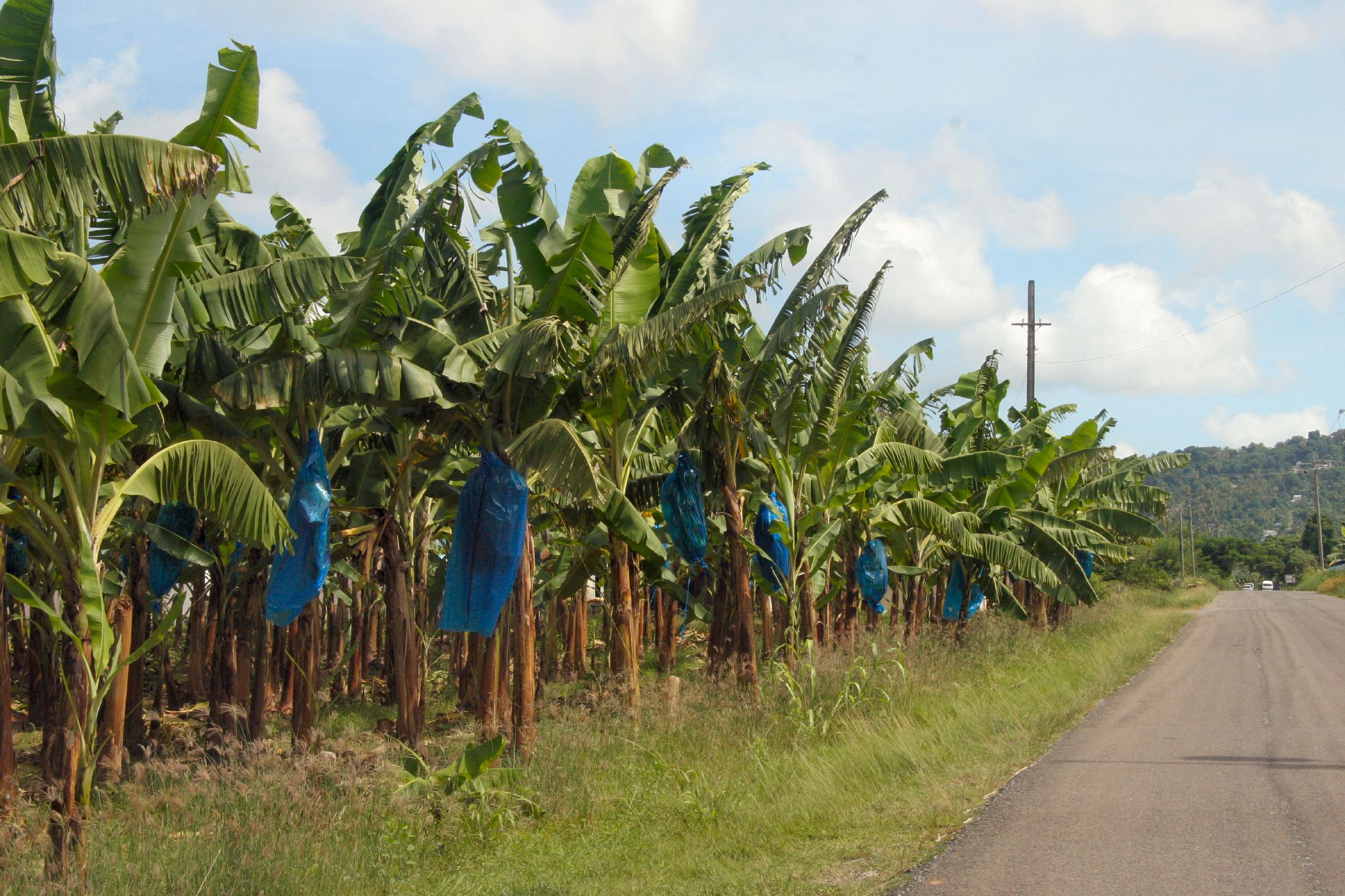
Bananeraie à Sainte-Lucie, aux Antilles.

Le bananier cultivé en plantations traditionnelles demande un sol bien drainé, profond et légèrement acide. La culture est exigeante en éléments minéraux. Une pluviométrie annuelle d'environ 1 200 mm et des températures supérieures à 15 °C sont nécessaires. Le bananier est une plante pérenne, le cycle végétatif dure environ un an. Après la récolte du régime, la pousse principale périclite, c'est à partir d'un rejet latéral qu'un nouveau cycle de culture redémarre grâce à la technique de bouturage. La plantation préexistante est détruite, les plantes lacérées sur place et la parcelle replantée plus loin. En cours de cycle, des rejets, qu'il faut supprimer, apparaissent continuellement. On en garde cependant un tous les trois mois de manière à pouvoir récolter régulièrement un nouveau régime (tous les trois mois). Les souches produisent pendant cinq ans. Au-delà, il faut replanter à partir d'un rejet latéral prélevé sur un plant sain.

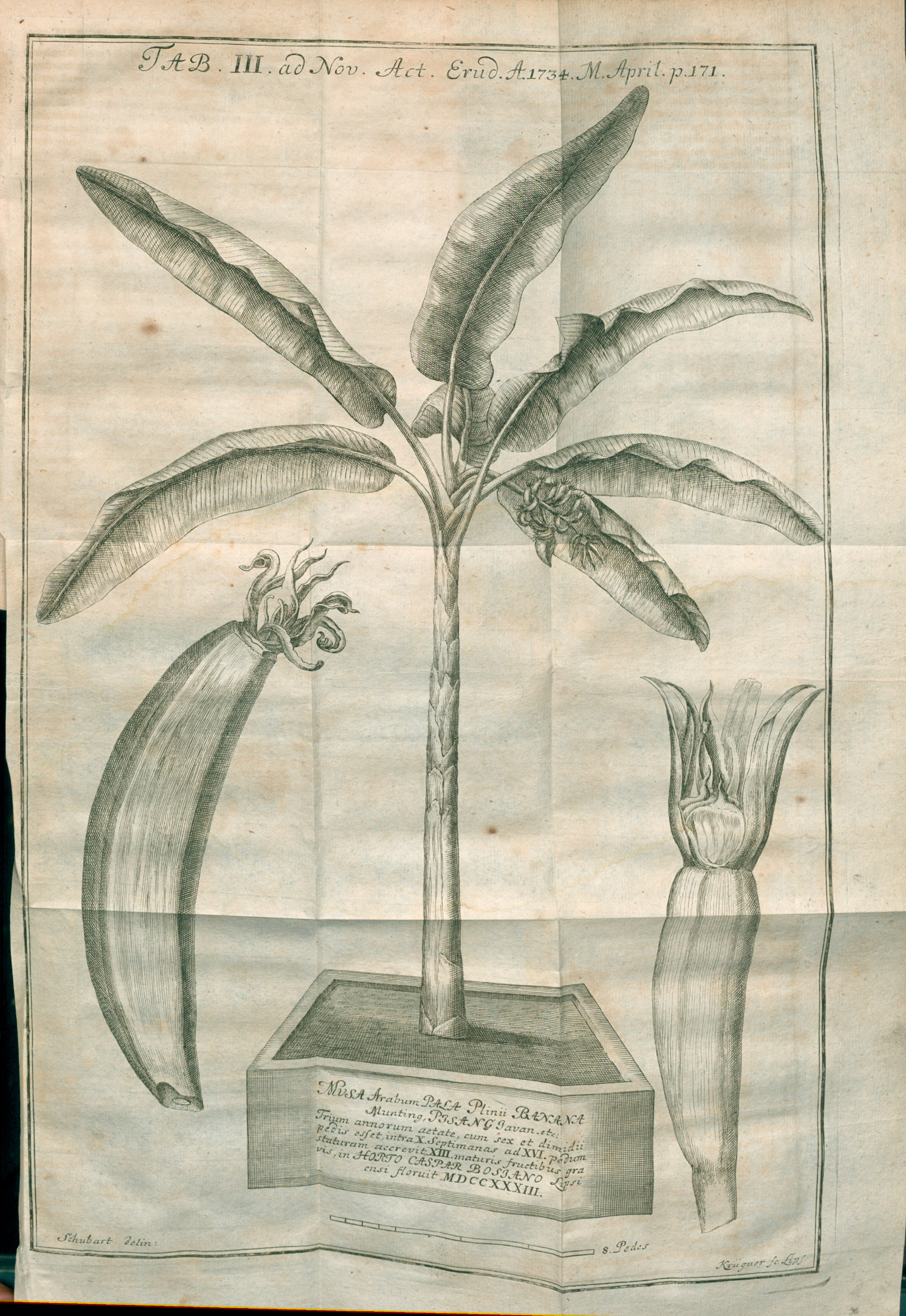
Illustration d'un bananier et d'une banane publiée sur les Acta Eruditorum, 1734.

Cette méthode de reproduction par multiplication végétative a deux inconvénients majeurs : une faible diversité des variétés cultivées, d'où des risques accrus de parasitose, et la propagation par les rejets de parasites (notamment les nématodes). Les plantations industrielles ont donc tendance à utiliser une autre technique : le vitroplant (plant obtenu in vitro en laboratoire aseptisé à partir d'un « plant-mère » désinfecté et cultivé sur un milieu nutritif stérile). Ainsi le bananier, planté sur un sol préalablement assaini par des techniques de rotation culturale ou de jachère est indemne de parasites. Cela permet une meilleure productivité (l'homogénéité variétale favorise l'augmentation du nombre de cycles réalisés entre deux replantations) et l'épandage de nématicide est réduit de 50 %. Par contre, cette technique de clonage menace la diversité génétique et fait dire à certains scientifiques que le bananier cultivé tel qu'on le connaît risque de disparaître.
La banane étant un fruit climactérique au même titre que la mangue, la goyave, l'avocat, le kiwi, la pomme, le melon, la pêche... elle peut être cueillie au stade immature.

### En zone tempérée

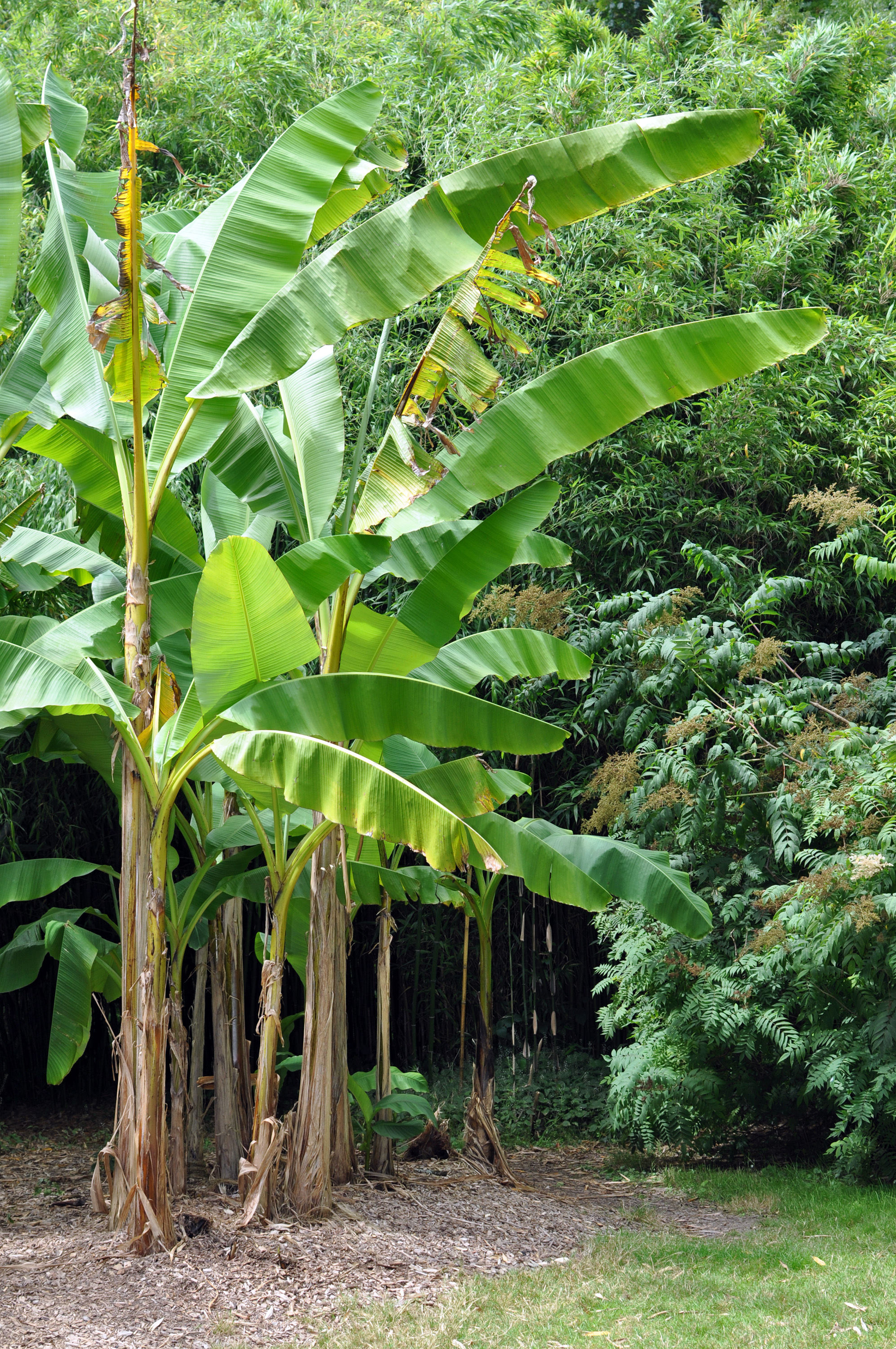
Musa acuminata au Conservatoire botanique national de Brest.

Parmi les bananiers comestibles, seul le bananier nain, Musa acuminata 'Dwarf Cavendish', se prête facilement à être cultivé en pots. Cette variété reste relativement petite, 2 m au maximum. La plante demande beaucoup d'eau, beaucoup de nourriture, une forte humidité atmosphérique et beaucoup de lumière. Le bananier nain n'est pas trop sensible aux basses températures et supporte jusqu’à un minimum de 10 °C durant l’hiver. D'autres bananiers sauvages peuvent être cultivés de la même manière. Musa textilis (qui fournit des fibres textiles) et Musa basjoo conviennent à une serre de petite dimension mais leurs fruits ne sont pas comestibles.
Une nouvelle hybride de hasard Helen's Hybrid issu de M. sikkimensis et M. (AB) 'Ney Poovan' découvert récemment produit des fruits comestibles bien qu'avec des graines et sa souche résiste à des températures inférieurs à −12 °C. Il est originaire d'un petit village près de Kalimpong à 1 500 m d'altitude en Inde. L'horticulteur Ganesh Mani Pradhan remarqua ce bananier dans le jardin de leur cuisinière, Hélène. Comme pour sikkimensis, il a une nervure centrale rouge foncé et le revers des feuilles rougeâtre. Les pétioles sont glauques recouverts plus ou moins d'une pruine blanchâtre.
La culture de la banane sous serre a été développée en Islande entre les années 1940 et 1960, mais en 2017 il n'y reste plus qu'une seule bananeraie en activité.

## Économie

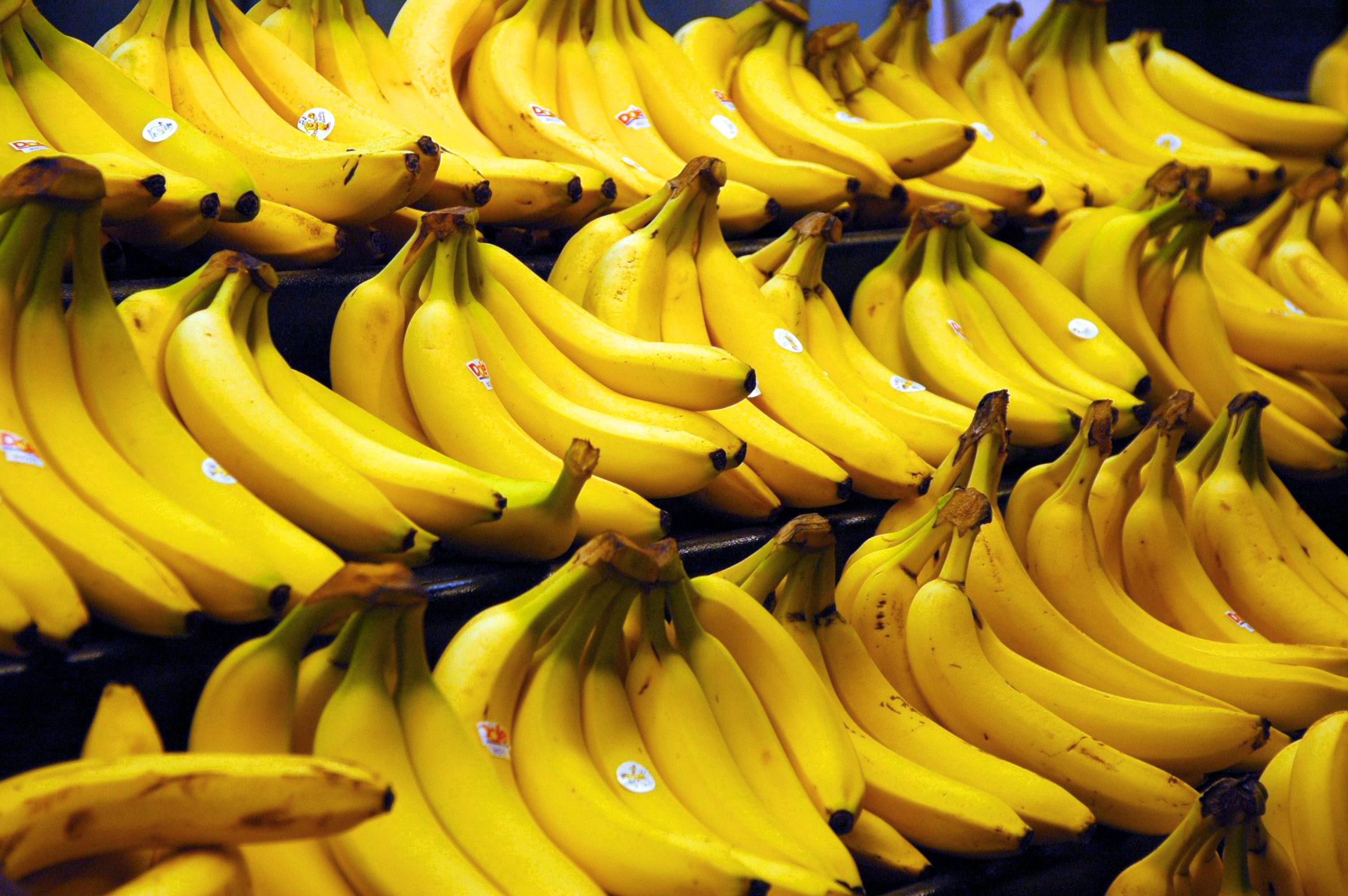
Des bananes sur un étal.

Les bananes figurent incontestablement parmi les fruits tropicaux les plus importants. En 1992, la production totale s’élevait à 66 millions de tonnes (bananes et bananes plantains) ; elle n’était dépassée que par la production d’agrumes. En 2013, la production atteint 130 millions de tonnes (dont 66 millions en circulation), le commerce international de ce fruit tropical s’élevant à 7 milliards de dollars par an, ce qui fait de la banane la huitième culture alimentaire mondiale et la quatrième dans les pays les moins avancés selon la FAO.
Le marché oligopolistique (oligopole à frange) de la banane est libéralisé depuis 2006. Les exportations connaissent en conséquence des mutations rapides et récentes. Trois grandes destinations d'exportations de bananes par transport reefer subsistent :
- les États-Unis depuis l'Amérique centrale (zone historique de la banane dollar)
- le Japon depuis les Philippines
- l'Europe depuis l'Afrique et l'Amérique latine.

Pour donner un aperçu succinct en 2008 des dépendances économiques engendrées par l'économie bananière libéralisée, l'Amérique latine exporte 10,3 millions de tonnes de bananes, alors que l'Asie exporte 1,9 million.
Le marché mondial de la banane est dominé à 60 % par trois multinationales américaines :
- Chiquita Brands International
- Dole Fruit Company
- Del Monte Foods

En 2005, 87 % du marché mondial est concentré dans quatre multinationales (Chiquita, Dole, Del Monte, Fyffes) et une entreprise internationale (Grupo Noboa, détenu par Álvaro Noboa, détenteur de la marque Bonita), qui ont adopté des stratégies de processus (intégration verticale à l'exception de la phase productive), d'expansion (participation, fusion-acquisition, alliance, diversification, localisation) et de positionnement (de coût et de marché par produit, selon son prix et sa qualité).
Au niveau macroéconomique, la part du prix final — payé par le consommateur — qui revient dans le pays producteur est de 10 à 20 %. La part des hommes et des femmes qui travaillent dans les plantations est de 1,5 à 3 %. Au Guatemala par exemple, la plupart des salariés de l'industrie de la banane ne gagnent pas le salaire minimum légal de 5 dollars par jour.
Bien que l'économie bananière soit dominée par des plantations de moyenne et grande taille, il existe une dizaine de milliers de petits producteurs qui continuent de fournir le marché international.

### Marché mondial de la banane

#### Production
| Pays        | Production  | Part mondiale |
| ----------- | ----------- | ------------- |
| Inde        | 30 460 000  | 26 %          |
| Chine       | 11 655 700  | 10 %          |
| Indonésie   | 7 280 659   | 6 %           |
| Brésil      | 6 812 708   | 6 %           |
| Équateur    | 6 583 477   | 6 %           |
| Philippines | 6 049 601   | 5 %           |
| Guatemala   | 4 341 564   | 4 %           |
| Angola      | 4 036 959   | 3 %           |
| Tanzanie    | 3 406 936   | 3 %           |
| Colombie    | 2 914 419   | 3 %           |
| Costa Rica  | 2 437 381   | 2 %           |
| Mexique     | 2 227 173   | 2 %           |
| Autres pays | 28 575 081  | 24 %          |
| Monde       | 116 781 658 | 100 %         |

En termes de valeur de production, les bananes desserts et plantains se situent au quatrième rang des plantes alimentaires d’importance au niveau mondial. 90 % de la production est consommée localement principalement avec les bananes à cuire représentant 25 % de la production mondiale de bananes. Les bananes exportées sont placées au quatrième rang des produits de base au niveau mondial et au troisième rang en tant que fruit (derrière l'orange et le raisin).
La production est assurée à 50 % par un seul sous-groupe de bananes cultivées appelé Cavendish qui est victime dans certains pays asiatiques de la « maladie de Panama ».
D'après les données officielles de la FAOSTAT (publiées en 2019 par la FAO), l'Inde est, de loin, le premier producteur mondial de bananes (26 % de la part mondiale) suivie par la Chine (10 %). Avec l'Indonésie, le Brésil et l'Équateur (6 % chacun), ces cinq pays totalisent un peu plus de la moitié (54 %) de la production mondiale de bananes.

#### Exportations mondiales
En 2019, les exportations mondiales de bananes atteignent près de 25 millions de tonnes, pour une valeur globale d'environ 13 milliards de dollars américains.
D'après les statistiques (FAOSTAT) de la FAO, l'Équateur est le premier exportateur avec un peu plus du quart du marché mondial (en volume et en valeur). Ce pays se caractérise aussi par le fait d'exporter la quasi-totalité de sa production. 
De plus, l'Équateur et la Colombie associés à quatre pays d'Amérique centrale (Guatemala, Costa Rica, Panama et Honduras) représentent 60 % des exportations mondiales de bananes en volume mais seulement 47 % en valeur à cause d'une valeur unitaire désavantageuse (0,42 $ par kg en moyenne pour ces 6 pays). Le transport intercontinental des bananes s'effectue sur des cargos rapides et réfrigérés, les bananiers.
| Exportations en volume et en valeur (en 2019) Données de FAOSTAT (FAO) |                                      |               |                              |                           |
| Pays                                                                   | Exportations (en milliers de tonnes) | Part mondiale | Exportations (en millions $) | Valeur unitaire (en $/kg) |
| Équateur                                                               | 6 668                                | 27 %          | 3 185                        | 0,48                      |
| Guatemala                                                              | 2 586                                | 10 %          | 845                          | 0,33                      |
| Philippines                                                            | 2 420                                | 10 %          | 1 953                        | 0,81                      |
| Costa Rica                                                             | 2 382                                | 10 %          | 998                          | 0,42                      |
| Colombie                                                               | 1 896                                | 8 %           | 871                          | 0,46                      |
| Pays-Bas                                                               | 925                                  | 4 %           | 742                          | 0,80                      |
| Belgique                                                               | 924                                  | 4 %           | 748                          | 0,81                      |
| Panama                                                                 | 642                                  | 3 %           | 138                          | 0,21                      |
| États-Unis                                                             | 594                                  | 2 %           | 431                          | 0,73                      |
| Honduras                                                               | 593                                  | 2 %           | 237                          | 0,40                      |
| Autres pays                                                            | 5 173                                | 21 %          | 3 179                        | 0,61                      |
| Monde                                                                  | 24 803                               | 100 %         | 13 327                       | 0,54                      |

| Exportations en volume et en valeur (en 2004) Données de FAOSTAT (FAO) |                                      |               |                              |                           |
| Pays                                                                   | Exportations (en milliers de tonnes) | Part mondiale | Exportations (en millions $) | Valeur unitaire (en $/kg) |
| Équateur                                                               | 4 521                                | 29 %          | 973                          | 0,22                      |
| Costa Rica                                                             | 2 017                                | 13 %          | 546                          | 0,27                      |
| Philippines                                                            | 1 797                                | 11 %          | 326                          | 0,18                      |
| Colombie                                                               | 1 471                                | 9 %           | 398                          | 0,27                      |
| Guatemala                                                              | 1 058                                | 7 %           | 230                          | 0,22                      |
| Belgique                                                               | 911                                  | 6 %           | 880                          | 0,97                      |
| Honduras                                                               | 572                                  | 4 %           | 139                          | 0,24                      |
| États-Unis                                                             | 446                                  | 3 %           | 197                          | 0,44                      |
| Panama                                                                 | 398                                  | 3 %           | 108                          | 0,27                      |
| Cameroun                                                               | 295                                  | 2 %           | 75                           | 0,25                      |
| Autres pays                                                            | 2 186                                | 14 %          | 1 047                        | 0,48                      |
| Monde                                                                  | 15 672                               | 100 %         | 4 919                        | 0,31                      |

Plus de 400 millions de personnes de 120 pays en développement dépendent de la banane, à la fois comme aliment de base et comme produit important pour le commerce local et international. De plus, les exportations de la banane sont une source de devises essentielle à l'économie de pays africains et américains, au point qu'elle y est qualifiée d'« or vert ».

#### Accès au marché de l'Union européenne
En 1993, des quotas ont été fixés par région de production pour l’accès au marché de l’Union européenne mais, depuis, celle des Caraïbes a diminué au profit de l’Afrique, en particulier le Cameroun. En février 2006, une révision pour réduire le commerce des licences n'a pas porté ses fruits.

### La France dans les échanges
La France est nette importatrice de bananes, d'après les Douanes françaises.
En 2014 ont été exportées mensuellement en moyenne 25 000 tonnes et importées 48 000 tonnes, avec un prix moyen observé à la frontière de 650 €/t.

### Consommation

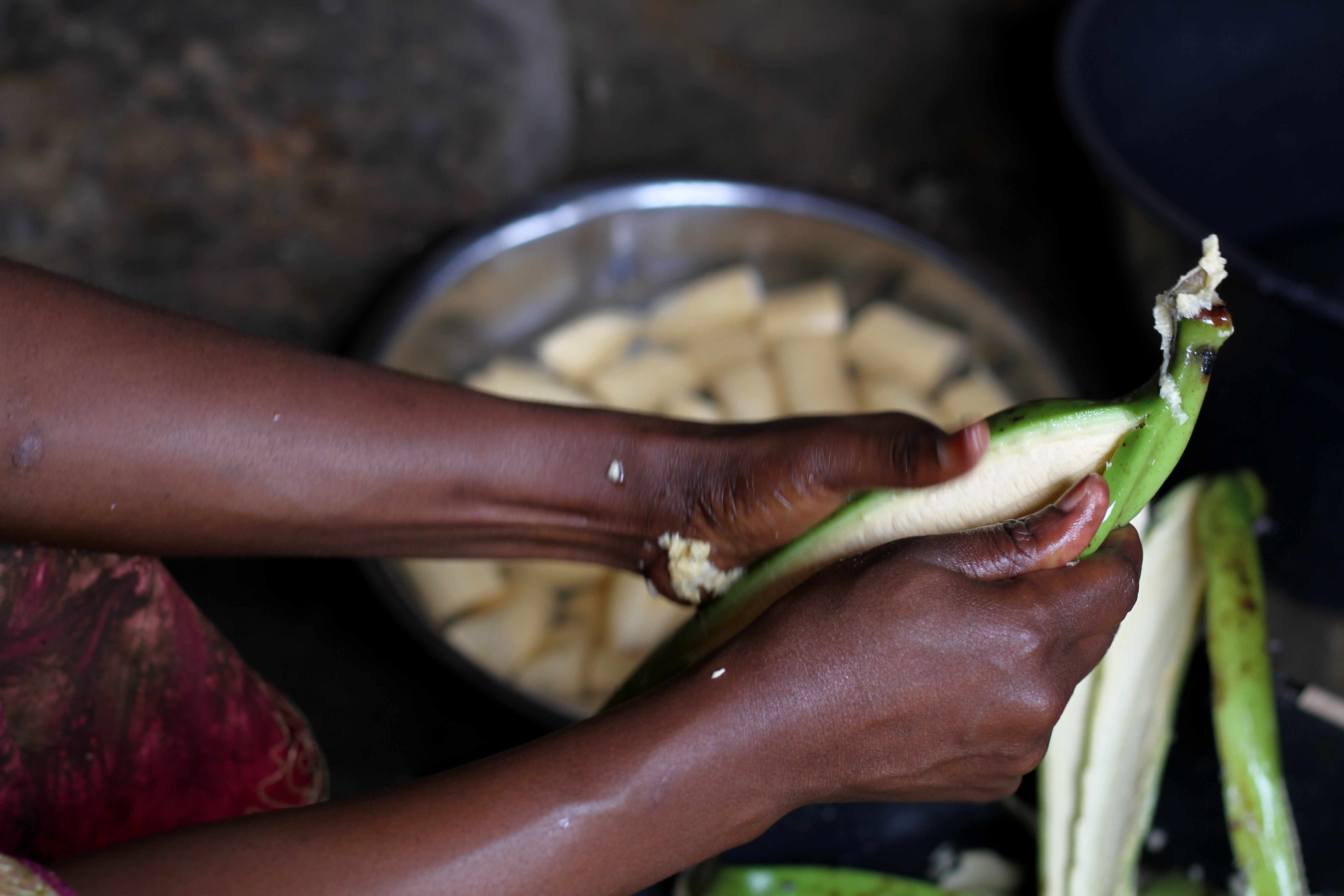
Épluchage de bananes (Cameroun).

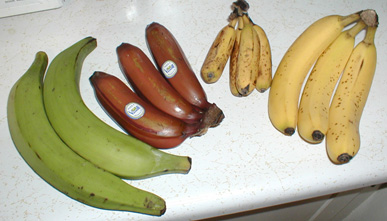
Quatre variétés de bananes : banane plantain, banane rouge, banane latundan et banane cavendish

Il existe trois grands types de bananes d’un point de vue alimentaire : 
- les bananes « dessert » ;
- les bananes à cuire, parmi lesquelles les bananes plantains occupent une place prépondérante ;
- et les bananes destinées à la production de bière (en Afrique de l'Est, dans la région des Grands Lacs) où la bière de banane (par exemple, le kasiksi) fait l'objet de productions artisanales ou industrielles.

Dans les pays producteurs, les bananes dessert et bananes plantain constituent une ressource alimentaire importante pour plus de 400 millions d'habitants des pays tropicaux de la planète. Au niveau mondial, les bananes et les bananes plantain sont la quatrième denrée alimentaire de base, derrière le riz, le blé, et le maïs. Deux autres atouts majeurs font de la banane un élément alimentaire vital dans de nombreuses zones rurales pauvres : sa haute valeur nutritionnelle (riches en vitamines A, C et B6, par exemple), et sa production sans interruption pendant toute l'année.
Dans les pays importateurs, même si la sécurité alimentaire des consommateurs ne dépend pas de la disponibilité de la banane, le fruit se trouve sur les étals toute l'année. En 2003, selon la FAO, les Suédois en consommaient 19 kg par habitant et par an, les Danois, 14 kg, et les Norvégiens, 13 kg.
La banane est le troisième fruit consommé en France (part de marché en 2010 : 12,2 %) derrière la pomme (22,6 %) et l'orange (12,3 %). 
Une banane pouvant être consommée avec la peau a été développée par une firme agroalimentaire japonaise cette banane, appelée « Mongee » est née des scientifiques de D&T Farm.
La fleur de banane (babafigue) est également consommée par exemple à La Réunion en accompagnement du carry.
La banane est aussi commercialisée sous forme de nectar (avec une teneur minimale de 25 % selon la réglementation française).

#### Boissons alcooliques
La bière de banane ou kasiksi est une boisson fermentée produite et consommée traditionnellement dans l'est de l'Afrique[réf. souhaitée].

## Composition nutritionnelle

### Apport énergétique et composition générale
L'apport énergétique pour 100 g de banane est en moyenne de 90 kcal (soit 383 kJ). Il s'agit  de l'un des fruits les plus énergétiques. 
La composition nutritionnelle générale moyenne pour 100 g de banane est détaillée dans le tableau ci-dessous :
| Composant                       | Masse  |
| ------------------------------- | ------ |
| Eau                             | 74,9 g |
| Protides                        | 1,09 g |
| Lipides                         | 0,33 g |
| dont acides gras poly-insaturés | 0,07 g |
| dont acides gras mono-insaturés | 0,03 g |
| dont acides gras saturés        | 0,11 g |
| Glucides                        | 22,8 g |
| dont sucres                     | 12,2 g |
| Fibres                          | 1,7 g  |

Le goût de la banane est dû à une substance relevant de la famille chimique des esters : l'acétate d’isoamyle.

### Minéraux, oligo-éléments et vitamines
La composition nutritionnelle moyenne en sels minéraux, en oligo-éléments et en vitamines pour 100 g de banane est détaillée dans les tableaux ci-dessous :
| Sels Minéraux | Masse  |
| ------------- | ------ |
| Potassium     | 320 mg |
| Chlorure      | 80 mg  |
| Phosphore     | 29 mg  |
| Magnésium     | 28 mg  |
| Calcium       | 5 mg   |
| Sodium        | < 5 mg |

| Oligo-éléments | Masse   |
| -------------- | ------- |
| Manganèse      | 360 µg  |
| Fer            | 200 µg  |
| Zinc           | 140 µg  |
| Cuivre         | 60 µg   |
| Iode           | < 20 µg |
| Sélénium       | < 20 µg |

| Vitamines             | Masse    |
| --------------------- | -------- |
| Vitamine C            | 7 160 µg |
| Vitamine B3           | 390 µg   |
| Vitamine B5           | 310 µg   |
| Vitamine B6           | 180 µg   |
| Vitamine B1           | 50 µg    |
| Vitamine B9           | 19 µg    |
| Vitamine B2           | < 10 µg  |
| Provitamine A         | 29 µg    |
| équivalent vitamine A | 48 UI    |

La banane est un fruit principalement source de manganèse et de potassium.
La banane est aussi source de vitamine B6 et apporte une part modeste en vitamines B9 et C.

## Autre utilisation
Milena Rodrigues Boniolo a testé la poudre de pelure de banane comme support de filtration des métaux lourds ou radionucléides de l’industrie nucléaire dans l’eau, et les usines d’engrais (cadmium contaminant naturel des phosphates). Cette poudre ajoutée à l’eau fortement mélangée durant 40 minutes en extrait environ 65 % des métaux lourds, l’opération pouvant être répétée. Sa charge négative lui permet de fixer les ions métalliques positifs.